# یان کوبیش
یان کوبیش (مجاری: Jan Kubiš؛ ‏ ۲۴ ژوئن ۱۹۱۳ – ۱۸ ژوئن ۱۹۴۲) یک پارتیزان و سرباز اهل چکسلواکی بود.
وی یکی از پیاده‌نظام‌های چترباز چکسلواکی در جریان جنگ جهانی دوم بود که در انگلستان، دوره‌هایِ آموزشیِ نظامی لازم را گذرانده و جهت ترور اس‌اساس‌اس اوبرگروپن‌فورر «راینهارت هایدریش» در قالب عملیاتی به نام عملیات انتروپوید اعزام شد و با موفقیت این کار را به انجام رساند.
پس از ترور راینهارت هایدریش که به قصاب پراگ شهرت داشت، نیروهای آلمان نازی با نظارت هاینریش هیملر دست به جستجوی وسیع و دامنه‌داری جهت یافتن آنها زدند و سرانجام با خیانت یکی از اعضای مقاومت، محل اختفای این پارتیزان‌ها لو رفت و پس از یک درگیری شش ساعته، کوبیش مجروح و در اثر شدت جراحات وارده در بیمارستان درگذشت.
آلمانی‌ها به تلافی، ۲۴ تن از اعضای خانواده او را در اردوگاه کار اجباری ماوتهاوزن، از جمله پدرش، خواهران و برادران تنی و ناتنی و همسران آنان، عمه، خاله، عمو و دایی و تمامی فرزندان آنان را به قتل رساندند.